# Informationsgemeinschaft zur Feststellung der Verbreitung von Werbeträgern

Logo der IVW

Die Informationsgemeinschaft zur Feststellung der Verbreitung von Werbeträgern e. V. (IVW) ist ein Verein mit Sitz in Berlin. Er wird von Medienunternehmen, Werbungtreibenden sowie Werbe- und Media-Agenturen in Deutschland unterhalten. Seine Aufgabe ist das Sammeln und Prüfen valider Daten und deren Bereitstellung für die Leistungskontrolle von Werbeträgern (Vergleichsdaten).
Seit Gründung der IVW am 4. November 1949 hat die Prüfgemeinschaft ihre Kontrolltätigkeit kontinuierlich ausgeweitet und ihre einzelnen Prüfverfahren an die neuen Anforderungen des Werbemarktes angepasst. Sie wurde von den Verlagen in Zusammenarbeit mit dem Zentralverband der Deutschen Werbewirtschaft (ZAW) gegründet. Die IVW ist eine Unterorganisation des ZAW, aber seit 1955 rechtlich selbständig. Vorsitzender der IVW ist der Präsident des ZAW. Die IVW erhebt und kontrolliert heute (Stand 2006) Verbreitungsdaten zu beinahe der gesamten Angebotspalette von Werbeträgern in Deutschland.

## Funktion und Ziel der IVW
Paragraph 1 der IVW-Satzung beschreibt das Ziel als „Förderung der Wahrheit und Klarheit der Werbung und damit zur Sicherung eines echten Leistungswettbewerbs vergleichbare und objektiv ermittelte Unterlagen über die Verbreitung eines Werbemittels“. Die IVW ist der International Federation of Audit Bureaux of Circulations (IFABC) angeschlossen. Ursprünglich als Einrichtung zur Auflagenkontrolle von Printmedien geschaffen, wurde der Tätigkeitsbereich der IVW im Laufe der Jahrzehnte auf weitere Medien der Bereiche Online, Hörfunk- und Fernsehen, Außenwerbung und Filmtheater ausgedehnt. Für diese gelten jeweils spezielle Richtlinien und Kriterien.
Zu den Mitgliedern der IVW zählten 2010 verschiedene Unternehmen und Organisationen:
- 1232 Verlage,
- 755 Online-Anbieter,
- 33 Hörfunk- und Fernsehveranstalter oder deren Werbegesellschaften,
- 37 Werbeagenturen und
- 57 sonstige Mitglieder.

Seit 1949 ermittelt, prüft und beglaubigt der Verein objektiv die Verbreitung von Werbeträgern. Sie liefert mit ihren Arbeitsergebnissen als zuverlässig beurteilte Daten für Verbraucher, professionelle Werbungtreibende und für den Leistungswettbewerb der Medien untereinander. Damit haben sich Medienanbieter, Werbungtreibende und Werbeagenturen ein effektives Kontrollsystem geschaffen, das unter ihrer gemeinsamen Aufsicht steht.
Als vom Staat unabhängige, nichtkommerzielle Prüfinstitution versorgt die IVW die Medien- und Werbebranche sowie die interessierte Öffentlichkeit mit grundlegenden Daten für die Vermarktung von Medien als Werbeträger. Die geprüften Daten werden veröffentlicht.
Bei Zweifeln an der Richtigkeit der Angaben werden auch die Vertriebsdienstleister, die Fremddruckereien und/oder die Transportunterlagen überprüft. Bei wiederholter Angabe von falschen Daten erfolgt der Ausschluss aus der IVW.
Aufgrund der stark zurückgehenden Auflagen vieler Zeitungen und Magazine, sinkender Inserententätigkeit und damit eine Reduzierung der Anzeigenerlöse sowie der Kosten für die IVW-Prüfung nehmen Verlage zunehmend Titel aus der IVW-Zählung heraus. So zum Beispiel Mitte der 2010er Jahre Computerspiele-Zeitschriften wie PC Games, GameStar oder Play⁴.

## Prüfung der Presseerzeugnisse
Der Verein ermittelt und publiziert quartalsweise die Auflagenhöhe von Zeitungen, Zeitschriften und weiteren periodisch erscheinenden Presseerzeugnissen. Zweimal jährlich werden die von den Verlagen angegebenen Zahlen durch unabhängige Prüfer kontrolliert. Die zu überprüfenden Presseerzeugnisse sind Tageszeitungen, Wochenzeitungen, Publikumszeitschriften, Fachzeitschriften, Kalender, Telefonbücher, Nachschlagewerke, Offertenblätter und Kundenzeitschriften. Bei der Tagespresse und den Fachzeitschriften erhebt sie zudem auch deren geografische Verbreitung.
Bei den Printmedien ist die Mitgliedschaft bei der IVW Voraussetzung, um an Media-Analysen, Reichweitenanalysen und Leseranalysen teilzunehmen.
Die verbreitete, wie auch die verkaufte Auflagenhöhe ist ausschlaggebend für die Festlegung der Anzeigenpreise der Verlage.
Der Verein prüft die Durchschnittsauflagenzahlen eines Vierteljahres. Die IVW schreibt vor, ein Auflagenbuch für jeden Titel, der von der IVW geprüft wird, zu führen. Zur Dokumentation der Auflagenzahlen werden außerdem einheitliche Formulare verwendet. Der Prüfer fertigt nach seiner Prüfung einen Prüfungsbericht an.
Der Verlag muss seine angegebenen Verkaufs- und Auflagenzahlen verifizieren können, und die verschiedenen Auflagenarten müssen klar abgegrenzt und identifizierbar sein.
Die Druckauflage wird unterteilt in:
- Druckauflage: höchste Auflagenzahl, komplette Auflage minus der Makulatur
- Verbreitete Auflage: verkaufte Auflage plus Freistücke
- Verkaufte Auflage: Einzelverkauf, Abonnementverkauf, sonstiger Verkauf minus die Remittenden
- Abonnierte Auflage: feste Bezieher, regulärer Abonnementspreis, Personalstücke, Mitgliederstücke, WBZ (Haustürverkäufe), auch mit Werbeaufklebern versehene Exemplare

Die Abonnementzahlen werden unterteilt in:
- feste Abonnements
- Studentenabonnements
- Schülerabonnements
- WBZ
- Mehrfachlieferungen
- Teilabonnements
- Mitgliederstücke, im Rahmen eines Mitgliederbeitrags
- Personalstücke: Mitarbeiter, Träger, Angestellte
- Lesezirkel

Die Verkaufszahlen im Einzelverkauf werden unterteilt in:
- Bahnhofsbuchhandel
- Zeitungs- und Zeitschriftenhändler
- Presse-Grosso
- Stumme Verkäufer
- Straßenverkauf
- Abendverkauf
- Zustellhändler

Auch die Höhe dieser weiteren Verbreitungsarten wird ermittelt:
- Freistücke: alle Exemplare, die kostenlos verbreitet werden
- Archivexemplare
- Belegexemplare
- Werbeexemplare
- Rezensionsexemplare
- Bordexemplare

Im Impressum der jeweiligen Publikation kann ein Verlag das IVW-Zeichen abdrucken, das ihn als Mitglied des IVW ausweist. Somit kann ein Anzeigenkunde ersehen, dass die Auflagenzahlen geprüft werden.

## Prüfung der Online-Medien
Im Bereich der Online-Medien stellt die IVW unter Verwendung von Zählpixeln (ivwbox) die Gesamtanzahl der Seitenabrufe und der einzelnen zusammenhängenden Nutzungsvorgänge (Visits) von Web-Angeboten fest. Dabei stellen die Prüfer der IVW sicher, dass die Messung und Erfassung entsprechend den detaillierten technischen Vorgaben und Richtlinien der IVW durchgeführt wird und damit für alle teilnehmenden Werbeträger vergleichbare Daten liefert. Die in einem spezifischen Turnus über das Jahr durchgeführten Prüfungen haben sowohl den technischen Messvorgang als auch die korrekte Zuordnung der Inhalte entsprechend den von der IVW vorgegebenen Kategoriensystemen zum Gegenstand.
Datenschützer beanstanden die unverhältnismäßig große Anzahl von Informationen über einzelne User, die in diesem Zusammenhang durch die IVW gesammelt werden, obwohl es der IVW derzeit technisch nicht möglich ist, einzelne Nutzer namentlich zu identifizieren. Wer allerdings trotzdem nicht erfasst werden möchte, kann selbst durch das Setzen eines Opt-out-Cookies widersprechen. Die Erfassung kann unter anderem mit Filtern wie Adblock oder das gezielte Sperren von Cookies unterbunden werden.
Seit dem 1. Juli 2011 werden die IP-Adressen der Internetnutzer im Zählverfahren vor der Verarbeitung um 1 Byte gekürzt. Gespeichert werden die IP-Adressen laut eigenen Angaben nicht, sondern als „aggregierte Daten weiterverarbeitet“.
Technisch gemessen werden die Seitenzugriffe durch die INFOnline GmbH, die das Mess-System betreibt. Das österreichische Pendant dazu ist die Österreichische Webanalyse.
Das IVW-Zählverfahren für Online-Medien wurde 1997 in Deutschland eingeführt und seitdem mehrfach auf die aktuellen Entwicklungen im Online-Markt angepasst. Zuletzt stellte die IVW mit der Ausweisung für November 2009 die alte Zählmethode mit dem Schwerpunkt auf Seitenabrufe zugunsten von Unique Visits um.

## Theater und Kino
Der Verein ermittelt die Jahresbesucherzahlen der deutschen Filmtheater. Neben der Erhebung standardisierter Kennziffern zur Werbeträgerleistung von Medienangeboten erstreckt sich die Kontrolltätigkeit der IVW in einzelnen Mediengattungen auch auf die korrekte Ausführung von Werbeaufträgen. So überprüft die IVW im Rahmen ihrer Funkmedien-Kontrolle zu ausgewählten Sendetagen die termingerechte und störungsfreie Ausstrahlung von Hörfunk- und Fernsehspots. Außerdem stehen die Kontrollverfahren zur ordnungsgemäßen Aufführung von Werbefilmen in Kinosälen und zu der Qualitätssicherung in der Außenwerbung unter der Aufsicht der IVW.